# 6-Punkte-Spiel
Als 6-Punkte-Spiel bezeichnet man ein geflügeltes Wort in Mannschaftssportarten, bei denen für einen Sieg drei Punkte vergeben werden. Insbesondere in der Fußballberichterstattung findet sich der Ausdruck häufig. Es handelt sich hierbei um ein Meisterschaftsspiel, bei dem zwei Mannschaften mit ähnlichem Punktestand aufeinandertreffen. Tatsächlich bekommt auch in einem 6-Punkte-Spiel der Sieger nur drei Punkte. Im Österreichischen spricht man wegen des hohen „Ernteertrags“ auch von einer Schnittpartie.

## Hintergrund
Im Verlauf einer Saison kommt es immer wieder zu der Konstellation, dass Mannschaften gegeneinander antreten, die in der bisherigen Meisterschaft ähnlich viele oder gleich viele Punkte gesammelt haben und dadurch in der Tabelle eng beieinander stehen. Dabei bietet sich die Chance den direkten Konkurrenten zu schlagen, während dieser nicht punkten kann. Der siegreiche Kontrahent profitiert somit doppelt.

## Beispiel
Im folgenden Beispiel hat Mannschaft B die Gelegenheit an Mannschaft A vorbeizuziehen, was sonst (bei nicht direktem Aufeinandertreffen) nicht „aus eigener Kraft“ möglich wäre. Mannschaft A könnte sich bei Erfolg andererseits stärker absetzen.
Ausgangssituation:
| Mannschaft   | Punkte |
| ------------ | ------ |
| Mannschaft A | 45     |
| Mannschaft B | 43     |

Sieg Mannschaft B:
| Mannschaft   | Punkte |
| ------------ | ------ |
| Mannschaft B | 46     |
| Mannschaft A | 45     |

Sieg Mannschaft A:
| Mannschaft   | Punkte |
| ------------ | ------ |
| Mannschaft A | 48     |
| Mannschaft B | 43     |

Im direkten Vergleich mit der anderen Mannschaft machen die verschiedenen Ausgänge für jeden Kontrahenten einen Unterschied von sechs Punkten aus (für A im obigen Beispiel: entweder fünf Punkte Vorsprung bei Sieg oder ein Punkt Rückstand bei Niederlage; für B im obigen Beispiel: entweder ein Punkt Vorsprung bei Sieg oder fünf Punkte Rückstand bei Niederlage).
In Bezug auf alle übrigen Mannschaften bleibt die Differenz bei drei Punkten plus oder minus.